# Antwerp Rugby Club
De Antwerp Rugby Club (ARC) is ontstaan in 1971 onder de naam Don Bosco Ruggers. De club kende een grote groei door de appreciatie van de sport en de goede organisatie die de club te bieden had. 
In Brussel en Wallonië waren er al eerder rugbyclubs tot stand gekomen maar Don Bosco Ruggers waren de aller eerste in Vlaanderen. De Belgische Rugby Bond (BRB) erkende in 1972 de ploeg als officiële club daarna herkende de club een enorme groei van spelers. In 1982 verhuisde de club van Hoboken naar Edegem en nam de naam Rubes aan maar sinds september 2014 is de club verhuisd naar het Wilrijksplein voor een betere infrastructuur en om meer spelers aan te kunnen trekken. In 1998 gingen Bricks (Merksem) en Rubes (Rugby Belgica Edegem Sport) samen verder als één club namelijk ARC of beter bekend Antwerp Rugby Club.

## Locatie
Na het verhuis naar Edegem speelde de club voor 10 jaar in de eerste divisie, ook de jongere spelers speelde in de eerste of tweede divisie.

## Huidige situatie
Op dit moment telt de club meer dan 250 leden en 30 bestuursleden, die onder leiding staan van Patrick De Clerck en An Goelen.
Antwerp Rugby Club heeft nationaal meer dan 50 bekers gewonnen en internationaal meer dan 20. De ploeg speelt in verschillende divisies in de nationale competitie. Onderling speelt Antwerp Rugby club ook wedstrijden in het buitenland, namelijk tegen de vaste landen: Duitsland, Frankrijk, Engeland en Italië. 
De club heeft een alsmaar stijgende vraag naar nieuwe spelers die zich willen aansluiten bij de oudste rugbyploeg in Vlaanderen.